# Ангус, Джон (футболист, 1938)
Джон Ангус (англ. John Angus; 2 сентября 1938, Амбл, Нортамберленд — 8 июня 2021) — английский футболист, игравший на позиции правого защитника. Известен по выступлениям за клуб «Бернли», в котором провёл всю свою игровую карьеру в составе которого в сезоне 1959/1960 стать национальным чемпионом.

## Клубная карьера
Ангус родился в Амбле, Нортамберленд, играл за юношескую команду «Амбл Бойз». В 1954 году подписал любительский контракт с «Бернли». Год спустя, в свой 17-й день рождения, он стал профессионалом.
Меньше, чем за неделю до своего 18-летия Ангус дебютировал за резервную команду «Бернли» на стадионе «Терф Мур». Уже через неделю его вызвали в основную команду из-за серии травм игроков, он хорошо показал себя в победной игре против «Эвертона» (2:1) 3 сентября 1956 года, в которой помог сдержать нападающего Томми Эглингтона.
В течение следующих двух сезонов он несколько раз появлялся в основной команде, но в 1958 году новый тренер Гарри Поттс сделал Ангуса постоянным правым защитником, заменив Дейва Смита. Ангус был превосходным защитником и стал неотъемлемой частью команды «Бернли», которая выиграла чемпионский титул Первого дивизиона в сезоне 1959/1960 и заняла второе место как в лиге, так и в Кубке Англии в сезоне 1961/62.
Он семь раз играл за сборную до 23 лет. Свой единственный матч за национальную сборную провёл 27 мая 1961 года, когда он и его товарищ по «Бернли» Брайан Миллер дебютировали в игре против Австрии в Вене. Ангус выступал не на своей позиции: ему пришлось сыграть на позиции левого защитника, заменив Рэя Уилсона. Англия потерпела поражение со счетом 1:3. К несчастью для Ангуса, в сборной Англии уже были Джимми Армфилд, а затем Джордж Коэн на позиции правого защитника, и Ангус больше не вызывался.
Поскольку команда, завоевавшая титул, была расформирована, и ему почти исполнилось 30 лет, его место в основном составе оказалось под угрозой. Появление Фреда Смита вывело его из игры. В 1971 году «Бернли» выбыл из Первого дивизиона. Ангус сыграл за команду в первых двух играх Второго дивизиона сезона 1971/1972, прежде чем травма сухожилия вынудила его покинуть команду. Вылечиться от травмы он не смог, и завершил карьеру в конце сезона.
В общей сложности он сыграл за «Бернли» 439 матчей в лиге, а с учётом кубковых игр провел в общей сложности 521 матч, что сделало его полевым игроком, проведшим наибольшее количество матчей за клуб на тот момент, уступая только вратарю Джерри Доусону. Впоследствии другой вратарь, Алан Стивенсон, превзошёл его общее количество матчей. Все четыре его гола были забиты в период с 1964 по 1966 год.

## Личная жизнь
Его дядя, Джек Ангус, играл за «Эксетер Сити» с 1930 по 1948 года.
Ангус умер 8 июня 2021 года в возрасте 82 лет.

## Достижения
- Чемпион Англии: 1959/60
- Вице-чемпион Англии: 1961/62
- Финалист Кубка Англии: 1962